# Edy Baumann
Eduard "Edy" Baumann (12 de julho de 194 — 27 de novembro de 1993) foi um ciclista suíço.
Competiu nos Jogos Olímpicos de Verão de 1936 em Berlim, onde foi membro da equipe suíça de ciclismo que terminou em oitavo lugar na prova de 1 km contrarrelógio (pista).